# Campeonato colombiano 1980
El Campeonato colombiano 1980 fue el trigésimo tercer (33°) torneo de la primera división del fútbol profesional colombiano en la historia.
Dicho campeonato constó de una serie todos contra todos, además de dos rondas de cuadrangulares para definir al campeón de la temporada. Junior se coronó campeón por segunda vez en la historia; Sergio Antonio Cierra fue el máximo anotador. 

## Sistema de juego
Se jugaron dos torneos, en el apertura los dos primeros se clasificaron a los cuadrangulares semifinales, en el torneo finalización se dividieron los equipos en dos grupos clasificándose a los cuadrangulares semifinales los dos primeros de cada grupo. Por reclasificación se obtienen los cupos restantes. De los cuadrangulares semifinales los dos primeros accedieron al cuadrangular final. Definiéndose como campeón al primero del cuadrangular final.

## Datos de los clubes
| Equipo                 | Departamento       | Ciudad       |
| ---------------------- | ------------------ | ------------ |
| América de Cali        | Valle del Cauca    | Cali         |
| Atlético Bucaramanga   | Santander          | Bucaramanga  |
| Atlético Nacional      | Antioquia          | Medellín     |
| Cúcuta Deportivo       | Norte de Santander | Cúcuta       |
| Deportes Quindío       | Quindío            | Armenia      |
| Deportes Tolima        | Tolima             | Ibagué       |
| Deportivo Cali         | Valle del Cauca    | Cali         |
| Deportivo Pereira      | Risaralda          | Pereira      |
| Independiente Medellín | Antioquia          | Medellín     |
| Atlético Junior        | Atlántico          | Barranquilla |
| Millonarios            | Bogotá, D. C.      | Bogotá       |
| Once Caldas            | Caldas             | Manizales    |
| Independiente Santa Fe | Bogotá, D. C.      | Bogotá       |
| Unión Magdalena        | Magdalena          | Santa Marta  |

## Torneo Apertura
| Pos. | Equipo                 | Pts. | PJ | G  | E  | P  | GF | GC | Dif. | Clasificación                                    |
| ---- | ---------------------- | ---- | -- | -- | -- | -- | -- | -- | ---- | ------------------------------------------------ |
| 1    | Junior                 | 35   | 26 | 12 | 11 | 3  | 35 | 15 | +20  | Desempate, Grupo A y Cuadrangulares semifinales. |
| 2    | Deportivo Cali         | 35   | 26 | 13 | 9  | 4  | 45 | 28 | +17  | Desempate, Grupo A y Cuadrangulares semifinales. |
| 3    | Once Caldas            | 34   | 26 | 13 | 8  | 5  | 33 | 20 | +13  | Grupo A.                                         |
| 4    | Deportivo Pereira      | 31   | 26 | 10 | 11 | 5  | 28 | 20 | +8   | Grupo A.                                         |
| 5    | Deportes Quindío       | 27   | 26 | 9  | 9  | 8  | 24 | 23 | +1   | Grupo A.                                         |
| 6    | Millonarios            | 26   | 26 | 9  | 8  | 9  | 42 | 37 | +5   | Grupo A.                                         |
| 7    | América de Cali        | 26   | 26 | 9  | 8  | 9  | 36 | 33 | +3   | Grupo A.                                         |
| 8    | Atlético Nacional      | 26   | 26 | 8  | 10 | 8  | 33 | 34 | −1   | Grupo B.                                         |
| 9    | Santa Fe               | 26   | 26 | 8  | 10 | 8  | 34 | 36 | −2   | Grupo B.                                         |
| 10   | Unión Magdalena        | 24   | 26 | 8  | 8  | 10 | 25 | 36 | −11  | Grupo B.                                         |
| 11   | Independiente Medellín | 22   | 26 | 6  | 10 | 10 | 30 | 33 | −3   | Grupo B.                                         |
| 12   | Deportes Tolima        | 19   | 26 | 4  | 11 | 11 | 25 | 41 | −16  | Grupo B.                                         |
| 13   | Atlético Bucaramanga   | 18   | 26 | 5  | 8  | 13 | 30 | 46 | −16  | Grupo B.                                         |
| 14   | Cúcuta Deportivo       | 15   | 26 | 3  | 9  | 14 | 21 | 39 | −18  | Grupo B.                                         |

 Fuente: Rsssf

### Resultados
| Apertura 1980          | AME | BUC | CAL | CUC | JUN | MAG | DIM | MIL | NAL | ONC | PER | QUI | SFE | TOL |
| América de Cali        |     | 2:0 | 1:2 | 4:0 | 1:1 | 2:0 | 2:1 | 3:2 | 4:1 | 0:0 | 3:1 | 0:1 | 1:1 | 2:1 |
| Atlético Bucaramanga   | 2:2 |     | 1:2 | 1:2 | 0:1 | 0:0 | 1:0 | 1:1 | 1:0 | 1:0 | 2:2 | 1:2 | 3:1 | 2:2 |
| Deportivo Cali         | 3:0 | 3:2 |     | 3:1 | 2:2 | 6:0 | 2:1 | 3:2 | 1:1 | 1:1 | 1:1 | 1:1 | 2:1 | 2:1 |
| Cúcuta Deportivo       | 1:1 | 2:0 | 1:2 |     | 0:2 | 4:2 | 0:0 | 0:0 | 0:1 | 0:1 | 0:1 | 0:0 | 0:0 | 0:0 |
| Atlético Junior        | 0:0 | 6:1 | 1:0 | 0:0 |     | 0:0 | 3:0 | 2:0 | 3:1 | 0:0 | 0:0 | 2:0 | 2:0 | 2:0 |
| Unión Magdalena        | 1:0 | 2:2 | 1:0 | 1:0 | 2:0 |     | 0:0 | 0:4 | 0:1 | 2:1 | 1:1 | 0:0 | 5:2 | 5:0 |
| Independiente Medellín | 0:1 | 6:2 | 1:1 | 2:2 | 2:0 | 2:1 |     | 4:3 | 0:1 | 0:1 | 0:2 | 2:1 | 1:1 | 0:0 |
| Millonarios            | 1:0 | 2:1 | 2:3 | 2:1 | 0:1 | 3:0 | 2:2 |     | 1:1 | 3:2 | 1:1 | 2:2 | 1:2 | 3:2 |
| Atlético Nacional      | 4:2 | 1:1 | 2:2 | 2:2 | 0:0 | 0:1 | 1:1 | 2:1 |     | 2:1 | 2:2 | 2:2 | 3:1 | 0:0 |
| Once Caldas            | 3:2 | 2:1 | 2:1 | 2:0 | 1:1 | 3:0 | 2:1 | 1:1 | 2:1 |     | 0:0 | 1:0 | 1:0 | 3:1 |
| Deportivo Pereira      | 2:0 | 1:0 | 1:1 | 2:0 | 1:0 | 3:0 | 0:1 | 0:0 | 1:0 | 0:2 |     | 2:1 | 1:0 | 2:2 |
| Deportes Quindío       | 3:1 | 0:1 | 1:0 | 3:1 | 0:0 | 0:0 | 1:0 | 0:2 | 2:1 | 1:0 | 0:0 |     | 1:0 | 1:2 |
| Independiente Santa Fe | 1:1 | 1:1 | 0:0 | 4:4 | 2:2 | 1:0 | 2:2 | 1:0 | 3:2 | 1:1 | 2:1 | 1:0 |     | 3:0 |
| Deportes Tolima        | 1:1 | 3:2 | 0:1 | 1:0 | 2:2 | 1:1 | 1:1 | 2:3 | 0:1 | 0:0 | 1:0 | 1:1 | 1:3 |     |

### Desempate
| Fecha                                                                     | Ciudad       | Equipo local    | Resultado | Equipo visitante |
| ------------------------------------------------------------------------- | ------------ | --------------- | --------- | ---------------- |
| 16 de julio                                                               | Barranquilla | Atlético Junior | 2 - 1     | Deportivo Cali   |
| 20 de julio                                                               | Cali         | Deportivo Cali  | 1 - 2     | Atlético Junior  |
| Atlético Junior es el ganador del apertura con el marcador global de 4-2. |              |                 |           |                  |

## Torneo Finalización

### Grupo A
Millonarios le cedió el primer lugar del Torneo Finalización al Deportivo Cali, pese a que debía jugarse una serie de desempate.
| Pos. | Equipo            | Pts. | PJ | G | E  | P  | GF | GC | Dif. | Clasificación               |
| ---- | ----------------- | ---- | -- | - | -- | -- | -- | -- | ---- | --------------------------- |
| 1    | Deportivo Cali    | 26   | 21 | 8 | 10 | 3  | 41 | 28 | +13  | Clasificado en el Apertura. |
| 2    | Millonarios       | 26   | 21 | 8 | 10 | 3  | 36 | 31 | +5   | Cuadrangulares semifinales. |
| 3    | América de Cali   | 25   | 21 | 8 | 9  | 4  | 30 | 26 | +4   |                             |
| 4    | Deportivo Pereira | 21   | 21 | 6 | 9  | 6  | 38 | 39 | −1   |                             |
| 5    | Once Caldas       | 18   | 21 | 4 | 10 | 7  | 18 | 22 | −4   |                             |
| 6    | Deportes Quindío  | 14   | 21 | 2 | 10 | 9  | 16 | 30 | −14  |                             |
| 7    | Junior            | 10   | 21 | 2 | 6  | 13 | 12 | 28 | −16  | Clasificado en el Apertura. |

 Fuente: Rsssf

### Grupo B
| Pos. | Equipo                 | Pts. | PJ | G  | E  | P  | GF | GC | Dif. | Clasificación               |
| ---- | ---------------------- | ---- | -- | -- | -- | -- | -- | -- | ---- | --------------------------- |
| 1    | Cúcuta Deportivo       | 28   | 21 | 10 | 8  | 3  | 33 | 22 | +11  | Cuadrangulares semifinales. |
| 2    | Atlético Nacional      | 26   | 21 | 10 | 6  | 5  | 34 | 26 | +8   | Desempate.                  |
| 3    | Deportes Tolima        | 26   | 21 | 9  | 8  | 4  | 30 | 21 | +9   | Desempate.                  |
| 4    | Santa Fe               | 22   | 21 | 6  | 10 | 5  | 32 | 30 | +2   |                             |
| 5    | Independiente Medellín | 20   | 21 | 7  | 6  | 8  | 22 | 24 | −2   |                             |
| 6    | Unión Magdalena        | 19   | 21 | 6  | 7  | 8  | 21 | 24 | −3   |                             |
| 7    | Atlético Bucaramanga   | 13   | 21 | 2  | 9  | 10 | 18 | 30 | −12  |                             |

 Fuente: Rsssf

### Resultados
| Finalización 1980      | AME     | BUC | CAL     | CUC | JUN | MAG     | DIM | MIL     | NAL | ONC     | PER     | QUI | SFE | TOL     |
| América de Cali        |         |     | 1:1     | 0:1 | 1:1 |         | 1:0 | 3:3     | 3:2 | 1:0     | 3:3     | 2:0 | 1:1 |         |
| Atlético Bucaramanga   | 0:2     |     | 3:3     | 3:4 | 0:0 | 0:0     | 1:3 |         | 1:2 | 0:0 3:0 |         |     | 1:1 | 0:0     |
| Deportivo Cali         | 3:0     |     |         |     | 1:1 | 5:3     | 1:0 | 0:0     | 1:1 | 2:0     | 2:2     | 2:4 | 5:1 |         |
| Cúcuta Deportivo       |         | 2:0 | 3:2     |     | 2:1 | 2:0     | 2:0 |         | 2:1 | 2:0     | 1:1 3:1 |     | 0:0 | 1:1     |
| Atlético Junior        | 0:1     |     | 0:2     |     |     | 2:0 1:1 |     | 1:1     | 0:2 | 1:0     | 0:1     | 2:1 | 0:2 |         |
| Unión Magdalena        | 1:2     | 0:2 |         | 1:1 | 1:0 |         | 4:0 | 1:1     | 1:1 |         | 1:1     | 2:0 | 1:3 | 1:1     |
| Independiente Medellín | 1:2 2:2 | 1:0 |         | 1:1 | 2:1 | 1:2     |     | 1:0     | 2:1 |         |         | 2:0 | 2:2 | 1:2     |
| Millonarios            | 3:2     | 1:0 | 3:1     | 2:1 | 2:1 |         |     |         | 4:4 | 0:0     | 1:0     | 0:0 | 2:1 |         |
| Atlético Nacional      |         | 3:0 | 1:2 0:0 | 2:1 |     | 1:0     | 0:0 |         |     | 3:2     | 3:0     | 1:0 | 1:0 | 2:1     |
| Once Caldas            | 0:0     | 1:1 | 0:3     |     | 2:1 | 0:0     | 0:0 | 4:1     |     |         | 3:0     | 1:1 |     | 1:0     |
| Deportivo Pereira      | 3:2     | 1:1 | 2:2     | 2:1 | 4:1 |         | 1:3 | 3:3     |     | 3:3     |         | 5:2 |     | 2:1     |
| Deportes Quindío       | 0:0     | 0:0 | 2:2     | 1:1 | 0:0 |         |     | 0:0     |     | 1:1     | 0:2     |     |     | 0:0 1:3 |
| Independiente Santa Fe |         | 3:1 |         | 2:2 |     | 2:0     | 0:0 | 2:4 3:3 | 2:2 | 0:0     | 2:1     | 1:2 |     | 2:0     |
| Deportes Tolima        | 1:1     | 3:1 | 1:1     | 1:1 | 1:0 | 1:0     | 1:0 | 3:2     | 4:1 |         |         | 3:1 | 2:2 |         |

### Desempate grupo B
- Atlético Nacional y Deportes Tolima jugaron un desempate para definir el segundo y tercer puesto del grupo B.

| Fecha                                                         | Ciudad   | Equipo local      | Resultado | Equipo visitante  |
| ------------------------------------------------------------- | -------- | ----------------- | --------- | ----------------- |
| 28 de octubre                                                 | Medellín | Atlético Nacional | 4 - 0     | Deportes Tolima   |
| 30 de octubre                                                 | Ibagué   | Deportes Tolima   | 0 - 1     | Atlético Nacional |
| Atlético Nacional clasifica a los cuadrangulares semifinales. |          |                   |           |                   |

## Reclasificación
| Pos. | Equipo                 | Pts. | PJ | G  | E  | P  | GF | GC | Dif. | Clasificación               |
| ---- | ---------------------- | ---- | -- | -- | -- | -- | -- | -- | ---- | --------------------------- |
| 1    | Deportivo Cali         | 61   | 47 | 21 | 19 | 7  | 86 | 56 | +30  | Clasificado en el Apertura. |
| 2    | Millonarios            | 52   | 47 | 17 | 18 | 12 | 78 | 68 | +10  | Clasificado por el grupo A. |
| 3    | Once Caldas            | 52   | 47 | 17 | 18 | 12 | 51 | 42 | +9   | Cuadrangulares semifinales. |
| 4    | Deportivo Pereira      | 52   | 47 | 16 | 20 | 11 | 66 | 59 | +7   | Cuadrangulares semifinales. |
| 5    | Atlético Nacional      | 52   | 47 | 18 | 16 | 13 | 67 | 60 | +7   | Clasificado por el grupo B. |
| 6    | América de Cali        | 51   | 47 | 17 | 17 | 13 | 66 | 59 | +7   | Cuadrangulares semifinales. |
| 7    | Santa Fe               | 48   | 47 | 14 | 20 | 13 | 66 | 66 | 0    |                             |
| 8    | Junior                 | 45   | 47 | 14 | 17 | 16 | 47 | 43 | +4   | Clasificado en el Apertura. |
| 9    | Deportes Tolima        | 45   | 47 | 13 | 19 | 15 | 55 | 62 | −7   |                             |
| 10   | Cúcuta Deportivo       | 43   | 47 | 13 | 17 | 17 | 54 | 61 | −7   | Clasificado por el grupo B. |
| 11   | Unión Magdalena        | 43   | 47 | 14 | 15 | 18 | 46 | 60 | −14  |                             |
| 12   | Independiente Medellín | 42   | 47 | 13 | 16 | 18 | 52 | 57 | −5   |                             |
| 13   | Deportes Quindío       | 41   | 47 | 11 | 19 | 17 | 40 | 53 | −13  |                             |
| 14   | Atlético Bucaramanga   | 31   | 47 | 7  | 17 | 23 | 48 | 76 | −28  |                             |

 Fuente: Rsssf

## Cuadrangulares semifinales
Fue la segunda fase del torneo lo disputaron los mejores ocho equipos de los dos torneos del año, los dos equipos cabeza de grupo accedían al cuadrangular final.

### Grupo A
| Pos. | Equipo           | Pts. | PJ | G | E | P | GF | GC | Dif. | Clasificación           |
| ---- | ---------------- | ---- | -- | - | - | - | -- | -- | ---- | ----------------------- |
| 1    | América de Cali  | 9    | 6  | 4 | 1 | 1 | 9  | 4  | +5   | Cuadrangular semifinal. |
| 2    | Deportivo Cali   | 8    | 6  | 3 | 2 | 1 | 11 | 6  | +5   | Cuadrangular semifinal. |
| 3    | Millonarios      | 5    | 6  | 2 | 1 | 3 | 8  | 13 | −5   |                         |
| 4    | Cúcuta Deportivo | 2    | 6  | 0 | 2 | 4 | 6  | 11 | −5   |                         |

 Fuente: Rsssf
| América | 2-1 | Millonarios |  | Cali        | 1-0 | América |  | Millonarios | 1-1 | Cali   |  | Cali   | 4-1 | Millonarios |
| Cúcuta  | 1-1 | Cali        |  | Millonarios | 4-3 | Cúcuta  |  | América     | 1-0 | Cúcuta |  | Cúcuta | 1-1 | América     |

| América | 2-1 | Cali        |  | Millonarios | 0-3 | América |
| Cúcuta  | 0-1 | Millonarios |  | Cali        | 3-1 | Cúcuta  |

### Grupo B
| Pos. | Equipo            | Pts. | PJ | G | E | P | GF | GC | Dif. | Clasificación       |
| ---- | ----------------- | ---- | -- | - | - | - | -- | -- | ---- | ------------------- |
| 1    | Junior            | 8    | 6  | 3 | 2 | 1 | 8  | 10 | −2   | Cuadrangular final. |
| 2    | Atlético Nacional | 7    | 6  | 3 | 1 | 2 | 11 | 9  | +2   | Cuadrangular final. |
| 3    | Once Caldas       | 5    | 6  | 2 | 1 | 3 | 17 | 13 | +4   |                     |
| 4    | Deportivo Pereira | 4    | 6  | 1 | 2 | 3 | 8  | 12 | −4   |                     |

 Fuente: Rsssf
| Nacional | 3-1 | Pereira |  | Caldas  | 2-3 | Nacional |  | Pereira  | 1-4 | Caldas |  | Caldas | 3-3 | Pereira  |
| Junior   | 1-0 | Caldas  |  | Pereira | 1-1 | Junior   |  | Nacional | 1-1 | Junior |  | Junior | 2-1 | Nacional |

| Nacional | 3-1 | Caldas  |  | Pereira | 2-0 | Nacional |
| Junior   | 1-0 | Pereira |  | Caldas  | 7-2 | Junior   |

## Cuadrangular final
| Pos. | Equipo            | Pts. | PJ | G | E | P | GF | GC | Dif. | Clasificación                   |
| ---- | ----------------- | ---- | -- | - | - | - | -- | -- | ---- | ------------------------------- |
| 1    | Junior            | 9    | 6  | 3 | 3 | 0 | 9  | 6  | +3   | Campeón y Copa Libertadores.    |
| 2    | Deportivo Cali    | 7    | 6  | 2 | 3 | 1 | 11 | 10 | +1   | Subcampeón y Copa Libertadores. |
| 3    | América de Cali   | 4    | 6  | 1 | 2 | 3 | 5  | 7  | −2   |                                 |
| 4    | Atlético Nacional | 4    | 6  | 0 | 4 | 2 | 9  | 11 | −2   |                                 |

 Fuente: Rsssf
| 1a. F - Nov. 30 (D) | 1a. F - Nov. 30 (D) | 1a. F - Nov. 30 (D) |  | 2a. F - Dic. 3 (Mi) | 2a. F - Dic. 3 (Mi) | 2a. F - Dic. 3 (Mi) |  | 3a. F - Dic. 7 (D)  | 3a. F - Dic. 7 (D)  | 3a. F - Dic. 7 (D)  |  | 4a. F - Dic. 14 (D) | 4a. F - Dic. 14 (D) | 4a. F - Dic. 14 (D) |
| Nacional            | 1-2                 | Junior              |  | Junior              | 2-1                 | Cali                |  | Nacional            | 2-2                 | Cali                |  | Cali                | 3-3                 | Nacional            |
| Cali                | 2-1                 | América             |  | América             | 1-1                 | Nacional            |  | América             | 1-1                 | Junior              |  | Junior              | 1-0                 | América             |
|                     |                     |                     |  | 5a. F - Dic. 17 (D) | 5a. F - Dic. 17 (D) | 5a. F - Dic. 17 (D) |  | 6a. F - Dic. 21 (D) | 6a. F - Dic. 21 (D) | 6a. F - Dic. 21 (D) |  |                     |                     |                     |
|                     |                     |                     |  | Cali                | 2-2                 | Junior              |  | Junior              | 1-1                 | Nacional            |  |                     |                     |                     |
|                     |                     |                     |  | Nacional            | 2-3                 | América             |  | América             | 0-1                 | Cali                |  |                     |                     |                     |

|                                           |
| Bandera de Colombia                       |
| Campeón Junior de Barranquilla 2.º título |

## Goleadores
| Jugador                 | Equipo            | Goles |
| ----------------------- | ----------------- | ----- |
| Sergio Antonio Cierra   | Deportivo Pereira | 26    |
| Eduardo Emilio Vilarete | Atlético Nacional | 24    |
| Mario De Queiroz        | Millonarios       | 21    |
| Willington Ortiz        | Deportivo Cali    | 18    |
| Guillermo La Rosa       | Atlético Nacional | 17    |
| Alberto Santelli        | Santa Fe          | 17    |